# Bifidobacterium infantis
Bifidobacterium infantis is een gram-positieve, strikt anaerobe, niet-sporenvormende, onbeweeglijke en staafvormige bacterie uit het geslacht Bifidobacterium. 
Bij zuigelingen, die borstvoeding krijgen, maakt B. infantis tot wel 95% uit van de totale darmflora. Moedermelk bevat  oligosachariden die door de baby niet verteerd kunnen worden; de baby mist de benodigde enzymen voor vertering. B. infantis is daarentegen buitengewoon goed in staat om deze oligosachariden te verteren en gedijt dankzij moedermelk uitbundig en kan daardoor de babydarmen als eerste koloniseren. Andere - minder onschadelijke - bacteriestammen krijgen daardoor minder ruimte.